# Julia Ysasi-Ysasmendi
Julia Ysasi-Ysasmendi (1903-1990) fue una investigadora y archivera española.

## Trayectoria
Perteneció al Cuerpo Facultativo de Archiveros, Bibliotecarios y Arqueólogos desde 1931 con destino, por permuta, en el Archivo General de Indias, en Sevilla.
En 1965, fue nombrada Directora de la Biblioteca y Archivo de la Universidad de Sevilla. Ejercía este cargo al inicio de la guerra civil española. Fue depurada por la Comisión Depuradora de Instrucción Pública de Sevilla en 1937 pudiendo continuar en el servicio activo sin sanción. Tras su paso por Sevilla, ejerció como Directora de la Biblioteca de la Universidad de Madrid.  
Publicó la Guía del Archivo Histórico Universitario, de la Universidad de Sevilla en 1971, con Julia Herráez Sánchez de Escariche.
Falleció en 1990. 

## Obra
- 1967 – Catálogo de incunables de la Biblioteca Universitaria. [s.n.]
- 1971 – Guía del Archivo Histórico Universitario. Publicaciones de la Universidad de Sevilla. ISBN 978-84-472-0156-3.

## Reconocimientos
En 2020, fue incluida dentro del proyecto “Mujeres Investigadoras en los Archivos Estatales (1900-1970)” para la descripción archivística y creación de un micrositio específico en el Portal de Archivos Españoles (PARES), desarrollado entre 2020-2023. Este proyecto ha sido impulsado por la Subdirección General de Archivos Estatales, con el objetivo visibilizar la labor de investigación realizada en España por las mujeres en el intervalo 1900-1970 partiendo de los registros documentales que se conservan en los Archivos de Gestión de los AAEE del Ministerio de Cultura (el Archivo Histórico Nacional, el Archivo de la Corona de Aragón, el Archivo General de Simancas, el Archivo General de Indias, el Archivo de la Real Chancillería de Valladolid, el Archivo General de la Administración y el Centro de Información Documental de Archivos).